# برایت‌برن
برایت‌برن (انگلیسی: Brightburn) فیلمی در سبک ابرقهرمانی و ترسناک است که در سال ۲۰۱۹ منتشر شد. از بازیگران آن می‌توان به الیزابت بنکس، دیوید دنمان، مردیت هاگنر و مت ال جونز اشاره کرد.داستان فیلم در مورد پسر بچه ای است که از قدرت فرا انسانی بهرمند است و سعی در استفاده از قدرت خود دارد.

## خلاصه داستان
یک زوج پسربچه‎ای را در نزدیکی خانه شان پیدا می کنند که از آسمان به سمت زمین با یک کپسول سقوط کرده است. این پسربچه مانند سوپرمن دارای قدرت های فراطبیعی است که با بزرگ تر شدنش ، این قدرت ها ظاهر می شود. اما بر خلاف سوپرمن ، او از این قدرت ها برای انجام کارهای ترسناک و مخوفی استفاده می کند...